# Orlivske
Orlivske (en (ucraïnès): Орлівське, en rus: Орловское) és un poble de la República Autònoma de Crimea a Ucraïna, que el 2014 tenia 1.014 habitants. Pertany al districte rural de Krasnoperekopsk. Fins al 1945 la vila es deia Bai Boluix.